# Ghurian
Ghurian (Ghūrīān, Ghoryan, Ġūrīān) és una ciutat i el centre administratiu del districte de Ghurian a la província d'Herat, Afganistan. És un nom gens comú, però quan és usat significa "fusta gegant" o "roca dura". Es troba a 790 metre d'alçada amb una població de més de 54.000 persones. HI ha una televisió local i un centre de salut. Ghurian es troba a la vora de l'antiga ciutat de Buixanj (també Fuixanj, persa antic Puixang).

## Història
Buixanj fou una antiga ciutat de l'Iran a la vora sud de la riba Hari Rud, a un dia de viatge a l'oest-sud-oest d'Herat. La fundació de la ciutat s'atribueix a l'heroi llegendari Paixang, fill d'Afrasiyab. El 588 és esmentada com a seu d'un bisbe nestorià. Va caure en mans dels musulmans a l'entorn del 650 i fou vila de frontera durant 200 anys. Una revolta contra els àrabs va rebre el suport de les regions orientals (661/662); el 713 va passar a mans dels kharigites; una segona revolta es va produir el 776/777. A mesura que la islamització va avançar, la zona va esdevenir tranquil·la, i no presentava cap problema sota els tahírides del Khorasan. En aquest temps era la meitat de gran que Herat. Va tenir la reputació d'una fortalesa important durant l'edat mitjana, a la ruta entre Herat i Nixapur i cap al Kuhistan. Va passar als mongols al segle xiii i després a la dinastia Kart. Va ser destruïda per Tamerlà el març del 1381, però fou reconstruïda aviat i encara era una ciutat de certa importància al segle xv, però posteriorment va desaparèixer probablement destruïda pels uzbeks.